# Stark (Ich + Ich-Lied)
Stark ist ein Lied des deutschen Pop-Duos Ich + Ich. Das Stück ist die zweite Singleauskopplung aus ihrem zweiten Studioalbum Vom selben Stern.

## Entstehung und Artwork
Aufgenommen, geschrieben und produziert wurde das Lied von Florian Fischer, Annette Humpe, Sebastian Kirchner und Adel Tawil; als Koproduzent stand Andreas Herbig zur Seite. Gemischt wurde die Single von Andreas Herbig, die Streicher von Axel Wernecke arrangiert. Das Lied wurde unter dem Musiklabel Polydor veröffentlicht. Als zusätzliche Instrumentalisten sind an der Gitarre die Musiker Benson, Andreas Herbig und Sebastian Kirchner und an der Harmonika der Musiker Harry Ermer für diesen Song verpflichtet worden. Die Aufnahmen der Streicher wurden von Andreas Herbig getätigt, gespielt wurden die Streichinstrumente von Boris Matchin, Dana Matchin und Stefan Pintev.
Auf dem Frontcover der Maxi-Single ist nur die Aufschrift des Künstlers und des Liedtitels, von Pflanzen umrahmt, vor einem weißen Hintergrund zu sehen. Die Aufnahmen fanden in den Berliner Tonstudios Aquarium und Keller statt. Das Coverbild wurde von Albertus Seba und dem Büro Dirk Rudolph designt.

## Veröffentlichung und Promotion
Die Erstveröffentlichung der Single fand am 9. November 2007 in Deutschland, Österreich und der Schweiz statt. Die Maxi-Single enthält neben der Singleversion auch zwei Remixversion von Stark, sowie das Lied Nur in meinem Kopf, als B-Seite. Neben der regulären Maxi-Single existiert auch eine „2-Track-Single“ mit den Liedern Stark und Nur in meinem Kopf. Zum Download gibt es zusätzlich eine spezielle Maxi-Single, die um eine weitere Remixversion von Stark erweitert ist. Zu Promotionzwecken wurde eine Vinyl-Platte veröffentlicht, auf der lediglich Remixversionen zu finden sind.
Um das Lied zu bewerben, erfolgte unter anderem ein Liveauftritt während des ZDF-Jahresrückblicks Menschen 2008 und ein gemeinsamer Auftritt mit Sido während des VIVA Comet 2008.
Remixversionen
- Stark (Pete Clark Remix)
- Stark (DJ Divinity Vocal Remix)
- Stark (DJ Divinity 21 Nite Kaoz Dub Remix)
- Stark (K-Paul Remix)
- Stark (DJ Maringo Remix)

## Inhalt
Der Liedtext zu Stark ist auf Deutsch geschrieben. Die Musik wurde von Florian Fischer, Sebastian Kirchner und Adel Tawil, der Text von Annette Humpe verfasst. Musikalisch bewegt sich das Lied im Bereich der Popmusik. In dem Lied geht es darum, dass alle Menschen glauben, dass eine bestimmte Person immer alles im Griff hat und ganz genau weiß, was los ist. Dies ist aber nicht der Fall, in Wirklichkeit weiß die Person nicht, wo ihr der Kopf steht und zweifelt an allem, was sie im Moment tut.

„Und du glaubst, ich bin stark und ich kenn den Weg.

Du bildest dir ein ich weiß, wie alles geht.

Du denkst, ich hab alles im Griff; und kontrollier was geschieht.

Aber ich steh nur hier oben und sing mein Lied.“

## Musikvideo
Das Musikvideo zu Stark wurde in Berlin gedreht. Zu sehen ist Tawil, der ein Konzert gibt und anschließend mit einem Taxi nach Hause fährt. Das Taxi wird von Humpe gesteuert. Während der Taxifahrt erinnert sich Tawil an vergangene Konzerte und Feierlichkeiten zurück und überdenkt, ob seine Darstellung nach außen die richtige ist. Die Gesamtlänge des Videos beträgt 4:03 Minuten. Regie führte Oliver Sommer. Im März 2016 offiziell hochgeladen, zählte es bis Februar 2025 über 5,7 Millionen Aufrufe auf der Videoplattform YouTube.

## Mitwirkende
| Liedproduktion - Benson: Gitarre - Harry Ermer: Harmonika - Florian Fischer: Komponist, Musikproduzent, Tonmeister - Andreas Herbig: Abmischung, Gitarre, Koproduzent, Tonmeister - Annette Humpe: Hintergrundgesang, Komponist, Liedtexter, Musikproduzent, Tonmeister - Sebastian Kirchner: Gitarre, Komponist, Musikproduzent, Tonmeister - Boris Matchin: Streichinstrumente - Dana Matchin: Streichinstrumente - Stefan Pintev: Streichinstrumente - Adel Tawil: Gesang, Komponist, Produzent, Tonmeister - Axel Wernecke: Arrangement (Streicher), Keyboard | Visualisierung - Albertus Seba: Artwork (Cover) - Oliver Sommer: Regisseur (Musikvideo) Unternehmen - Aquarium: Tonstudio - Büro Dirk Rudolph: Artwork - Keller: Tonstudio - Polydor: Musiklabel - Universal Music Publishing: Vertrieb |

## Kommerzieller Erfolg

### Chartplatzierungen
Stark erreichte in Deutschland Position zwei der Singlecharts und konnte sich insgesamt 19 Wochen in den Top 10 und 45 Wochen in den Charts halten. In Österreich erreichte die Single Position zwei und konnte sich 13 Wochen in den Top 10 und 37 Wochen in den Charts halten. In der Schweiz erreichte die Single Position fünf und konnte sich elf Wochen in den Top 10 und 59 Wochen in den Charts halten. Obwohl es das Lied nicht auf Platz eins schaffte, war es trotzdem für einen Zeitraum von neun Wochen das erfolgreichste deutschsprachige Lied in den deutschen Singlecharts, sowie für drei Wochen das erfolgreichste deutschsprachige Lied in den österreichischen Singlecharts. Stark platzierte sich in den deutschen Jahrescharts von 2008 auf Position zwölf, in den österreichischen Jahrescharts von 2008 auf Position 14 und in den Schweizer Jahrescharts von 2008 auf Position 15.
Für Ich + Ich ist dies der sechste Charterfolg in Deutschland, der fünfte in Österreich und der dritte in der Schweiz. Es ist ihr vierter Top-10-Erfolg in Deutschland, sowie der dritte in Österreich und der erste in der Schweiz. In Österreich konnte sich bis heute keine Single höher in den Charts platzieren (So soll es bleiben ebenfalls Höchstposition zwei). In der Schweiz konnte sich bis heute keine Single von Ich + Ich höher und länger in den Charts platzieren, auch eine bessere Platzierung in den Jahrescharts gelang bis heute nicht. Nach Du erinnerst mich an Liebe und Vom selben Stern konnte sich zum dritten Mal eine Single des Duos gleichzeitig in allen D-A-CH-Staaten platzieren.
Für Tawil als Autor ist dies der 13. Charterfolg in Deutschland, sowie der fünfte in Österreich und der sechste in der Schweiz. In Deutschland ist es sein vierter Top-10-Erfolg, in Österreich und der Schweiz jeweils sein zweiter. Nach Vom selben Stern und Prison Break Anthem (Ich glaub’ an dich) konnte sich zum dritten Mal eine Autorenbeteiligung Tawils gleichzeitig in allen D-A-CH-Staaten platzieren. Für Tawil als Produzenten ist dies sein achter Charterfolg in Deutschland, sowie der siebte in Österreich und der dritte in der Schweiz. In Deutschland ist es sein vierter Top-10-Erfolg, in Österreich der dritte und in der Schweiz der zweite. Nach Du erinnerst mich an Liebe und Vom selben Stern konnte sich zum dritten Mal eine Produktion von Tawil gleichzeitig in allen D-A-CH-Staaten platzieren. In der Schweiz konnte sich bis heute keine Autorenbeteiligung und Produktion höher und länger in den Charts platzieren. Für Humpe als Autorin ist Stark der 23. Charterfolg in Deutschland, sowie der elfte in Österreich und der achte in der Schweiz. In Deutschland und Österreich ist es ihr sechster Top-10-Erfolg und in der Schweiz ihr zweiter. Für Humpe als Produzenten ist dies bereits ihr 26. Charterfolg in Deutschland, sowie der 15. in Österreich und der 13. in der Schweiz. In Deutschland und Österreich ist es ihr neunter Top-10-Erfolg und in der Schweiz ihr vierter. In der Schweiz konnte sich bis heute keine Autorenbeteiligung und Produktion von Humpe länger in den Charts platzieren.
| ChartsChartplatzierungen | Höchstplatzierung | Wochen |
| ------------------------ | ----------------- | ------ |
| Deutschland (GfK)        | 2 (45 Wo.)        | 45     |
| Österreich (Ö3)          | 2 (37 Wo.)        | 37     |
| Schweiz (IFPI)           | 5 (59 Wo.)        | 59     |

| ChartsJahrescharts (2008) | Platzierung |
| ------------------------- | ----------- |
| Deutschland (GfK)         | 12          |
| Österreich (Ö3)           | 14          |
| Schweiz (IFPI)            | 15          |

### Auszeichnungen für Musikverkäufe
2008 wurde für Stark in Deutschland eine Platin-Schallplatte für über 300.000 verkaufte Einheiten vergeben. Damit zählt es mit Vom selben Stern und So soll es bleiben (beide ebenfalls 300.000 verkaufte Einheiten) zu den meistverkauften Singles des Duos.
| Land/Region        | Auszeichnungen für Musikverkäufe (Land/Region, Auszeichnung, Verkäufe) | Verkäufe |
| ------------------ | ---------------------------------------------------------------------- | -------- |
| Deutschland (BVMI) | Platin                                                                 | 300.000  |
| Insgesamt          | 1× Platin ·                                                            | 300.000  |

## Coverversionen
- 2012: Jasmin Graf, sie sang das Lied in der vierten Liveshow der Castingshow The Voice of Germany. Das Lied schaffte es aufgrund der hohen Downloadzahlen in die Charts, eine offizielle Singleveröffentlichung folgte bis heute nicht.
- 2015: Adoro, sie nahmen das Lied neu für ihr siebtes Studioalbum Lichtblicke auf.[18]